# Racines
Racines (tiếng Đức: Ratschings) là một đô thị ở tỉnh Bolzano-Bozen trong vùng Trentino-Alto Adige/Südtirol của Ý, có vị trí cách khoảng 90 km về phía bắc của thành phố Trento và khoảng 45 km về phía bắc của thành phố Bolzano, ở biên giới với Áo. Tại thời điểm ngày 31 tháng 12 năm 2004, đô thị này có dân số 4.107 người và diện tích là 203,6 km².
Đô thị Ratschings có các frazioni (các đơn vị cấp dưới, chủ yếu là các làng) Casateia, Mareta, Racines di Dentro, Racines di Fuori, Ridanna, Telves và Valgiovo.
Ratschings giáp các đô thị: Brennero, Freienfeld, Moos in Passeier, St. Leonhard in Passeier, Sarntal, Sterzing, Neustift im Stubaital (Áo) và Sölden (Áo).